# 펠리칸 브리프
《펠리칸 브리프》(영어: The Pelican Brief)는 미국에서 제작된 1993년 법정 스릴러 영화이다. 존 그리셤의 동명 소설이 원작이다. 앨런 J. 퍼쿨라가 연출, 각본, 제작을 맡고, 줄리아 로버츠, 덴절 워싱턴 등이 출연하였다.

## 줄거리
툴레인 대학교에 재학 중인 법대생 다비는 두 연방 대법원 대법관이 살해된 뒤 살인 동기가 멸종 위기인 갈색사다새(brown pelican) 서식지 개발 때문이라고 추측한 변론 요지서(brief)를 작성한다. 다비의 연인인 법대 교수 토머스는 이 변론 요지서의 복사본을 지인인 연방 수사국(FBI) 특별 검사 개빈에게 건네고 개빈은 이를 다시 여러 사람과 공유한다. 토머스가 차량 폭탄으로 사망한 후 다비는 자신의 추론이 지나치게 정확하여 암살 대상이 되었음을 알게 된다.

## 출연진
- 줄리아 로버츠 - 다비 쇼 역
- 덴절 워싱턴 - 그레이 그랜섬 역
- 샘 셰퍼드 - 토머스 캘러핸 역
- 존 허드 - 개빈 베어히크 역
- 토니 골드윈 - 플레처 콜 역
- 제임스 B. 시킹 - FBI 국장 덴턴 보일스 역
- 존 핀 - 매슈 바 역
- 윌리엄 애서턴 - 밥 그민스키 역
- 로버트 컬프 - 대통령 역
- 스탠리 투치 - 카멜 역
- 흄 크로닌 - 로젠버그 대법관 역
- 존 리스고 - 스미스 킨 역
- 앤서니 힐드 - 마티 벨마노 역
- 신시아 닉슨 - 앨리스 스타크 역
- 제이크 웨버 - 커티스 모건 / 가르시아 역
- 케이시 비그스 - 젠슨 대법관 역
- 스탠리 앤더슨 - 에드윈 스넬러 역

## 기타 제작진
- 배역: 앨릭스 고딘
- 미술: 필립 로젠버그
- 의상: 앨버트 울스키

## 우리말 녹음
SBS 성우진 (1996년 11월 15일)
- 강희선 - 다비 쇼(줄리아 로버츠)
- 이인성 - 그레이 그랜섬(덴절 워싱턴)
- 김규식 - 토머스 캘러핸(샘 셰퍼드)
- 이호인 - 개빈 베어히크 (존 허드)
- 유동현 - 플레처 콜 (토니 골드윈)
- 한상덕 - 덴턴 보이스 FBI 국장 (제임스 B. 시킹)
- 강구한 - 밥 그민스키 (윌리엄 애서턴)
- 한규희 - 대통령 (로버트 컬프)
- 김정호 - 스미스 킨 (존 리스고)
- 이영달
- 정기항
- 김정미
- 유명숙
- 박규웅
- 김정주
- 김수중
- 한호웅
- 정미경